# Asia Series
Giải bóng chày vô địch châu Á, tức Asia Series, là một giải đấu bóng chày quốc tế cấp câu lạc bộ đã dừng tổ chức, với sự tham gia của các nhà vô địch của cả bốn giải đấu chuyên nghiệp liên kết với Liên đoàn bóng chày và bóng mềm thế giới (WBSC) thuộc châu Á và châu Đại dương — Giải bóng chày Úc (ABL), Giải bóng chày chuyên nghiệp Trung Hoa (CPBL), Giải KBO và Giải bóng chày chuyên nghiệp Nhật Bản (NPB) — cùng với nhà vô địch Cúp vô địch châu Âu và đội bóng của thành phố chủ nhà,  để nâng số đội lên sáu.
Giải đấu được Hiệp hội NPB và Konami đồng tài trợ từ năm 2005 đến năm 2007 với tên gọi Cúp Konami . Ban đầu, giải đấu chỉ giới hạn các đại diện giải các nước Đông Á ( Nhật Bản, Hàn Quốc, Đài Loan và Trung Quốc ). Giải đấu đã bị dừng lại giữa năm 2009 và 2010 do vấn đề tài chính, và sau đó được tái khởi động vào năm 2011, Nhật Bản, Hàn Quốc và Đài Loan là các quốc gia đã tham gia đăng cai. 
Sau lần tổ chức năm 2013, giải đấu Asia Series đã bị dừng tổ chức do vấn đề về tổ chức lịch thi đấu.

## Lịch sử
Giải đấu Asia Series bắt đầu vào năm 2005 với tư cách là giải đấu giữa các nhà vô địch của NPB, KBO League và CPBL và một đội các ngôi sao từ Giải bóng chày Trung Quốc (CBL), có tên gọi là China Stars. Konami đã đồng tài trợ giải đấu này cho đến năm 2007. Năm 2008, giải đấu đổi tên thành Giải vô địch châu Á đầu tiên, là lần đầu tiên nhà vô địch CBL đại diện Trung Quốc tham dự giải đấu thay vì đội hình toàn sao.
Sự rút lui của Konami đadaannx tới những vấn đề tài chính trong những năm tiếp theo. Giải đấu năm 2009 đã được rút gọn thành trận chung kết duy nhất giữa nhà vô địch của NPB và KBO League, được tổ chức tại Sân vận động Nagasaki, với chiến thắng của CLB Yomiuri Giants trước Kia Tigers với tỷ số 9–4. 
Giải đấu năm 2010 đã bị hủy do trùng lịch thi đấu với Đại hội thể thao châu Á 2010  và được thay thế bằng một loạt các loạt trận khác. Trong đó, nhà vô địch KBO League SK Wyverns lần đầu tiên cầm hòa serie bán kết sau hai lượt trận với nhà vô địch CPBL Brother Elephants tại Sân vận động Đài Trung, trước khi để thua trong trận chung kết trước đại diện NPB Chiba Lotte Marines tại Tokyo Dome với tỷ số 3–0. 
Vấn đề quay lại tổ chức giải đấu hoàn chỉnh vào năm 2011 đã được thảo luận trong cuộc họp vào tháng 11 năm 2010 giữa những người đứng đầu NPB, KBO, CPBL và ABL. CPBL đã đề nghị đăng cai giải đấu này vào tháng 11 năm 2011. ABL, với mùa giải diễn ra từ tháng 11 đến tháng 2, đã thêm một tuần nghỉ vào lịch thi đấu để nhà vô địch của mùa giải trước có thể tham gia Asia Series.
Năm 2013, Fortitudo Baseball Bologna thuộc Giải bóng chày Ý đã trở thành đại diện đầu tiên của châu Âu tham dự giải đấu với tư cách nhà vô địch Cúp vô địch châu Âu 2013 . Do giải CBL tạm dừng vào năm đó nên giải đấu vẫn duy trì sáu đội tham gia.
Mùa giải 2014 và 2015 sau đó đã bị hủy do vấn đề về sắp xếp lịch thi đấu. 

## Thể thức thi đấu
Các đội sẽ tham gia theo thể thức vòng tròn tính điểm, đấu với mỗi đội khác một lần. Hai đội có thành tích tốt nhất sẽ góp mặt trong trận chung kết, đội có thứ hạng cao hơn được coi là "đội chủ nhà" với phép lợi thế được đánh bóng sau cùng. Nếu hai đội có cùng thành tích thi đấu, người ta sẽ áp dụng một loạt các tiêu chí để quyết định đội nào đủ điều kiện vào chung kết và theo thứ tự nào: đầu tiên là sử dụng thành tích đối đầu trực tiếp giữa các đội hòa nhau và nếu cần sẽ xếp hạng dựa trên số điểm trung bình ghi được của mỗi đội.  Tất cả các trận đấu đều cho phép sử dụng tay đánh bóng chỉ định, mặc dù không phải tất cả các đội tham gia đều áp dụng luật này trong giải đấu của họ.

## Các nước/liên đoàn giải tham gia
| Country          | 2005 | 2006 | 2007 | 2008 | 2011 | 2012 | 2013 |
| ---------------- | ---- | ---- | ---- | ---- | ---- | ---- | ---- |
| Nhật Bản (NPB)   | Yes  | Yes  | Yes  | Yes  | Yes  | Yes  | Yes  |
| Hàn Quốc (KBO)   | Yes  | Yes  | Yes  | Yes  | Yes  | Yes  | Yes  |
| Đài Loan (CPBL)  | Yes  | Yes  | Yes  | Yes  | Yes  | Yes  | Yes  |
| Trung Quốc (CBL) | Yes  | Yes  | Yes  | Yes  |      | Yes  |      |
| Australia (ABL)  |      |      |      |      | Yes  | Yes  | Yes  |
| Châu Âu (CEB)    |      |      |      |      |      |      | Yes  |

## Thành tích

### Theo nước tham gia
| Quốc gia          | Vô địch | Á quân | Vô địch năm                      | Á quân năm             |
| ----------------- | ------- | ------ | -------------------------------- | ---------------------- |
| Nhật Bản ( NPB )  | 5       | 1      | Năm 2005, 2006, 2007, 2008, 2012 | 2011                   |
| Hàn Quốc ( KBO )  | 1       | 2      | 2011                             | 2005, 2007             |
| Australia ( ABL ) | 1       | 0      | 2013                             |                        |
| Đài Loan ( CPBL ) | 0       | 4      |                                  | 2006, 2008, 2012, 2013 |

### Các CLB tham gia
| CLB                          | Vô địch | Á quân | Số kì tham dự | Năm vô địch | Năm Á quân | Số trận thắng | Số trận thua | Games Pct. |
| ---------------------------- | ------- | ------ | ------------- | ----------- | ---------- | ------------- | ------------ | ---------- |
| Samsung Lions                | 1       | 1      | 5             | 2011        | 2005       | 9             | 7            | ,563       |
| Chiba Lotte Marines          | 1       | 0      | 1             | 2005        |            | 4             | 0            | 1,000      |
| Hokkaido Nippon-Ham Fighters | 1       | 0      | 1             | 2006        |            | 4             | 0            | 1,000      |
| Yomiuri Giants               | 1       | 0      | 1             | 2012        |            | 3             | 0            | 1,000      |
| Chunichi Dragons             | 1       | 0      | 1             | 2007        |            | 3             | 1            | ,750       |
| Saitama Seibu Lions          | 1       | 0      | 1             | 2008        |            | 3             | 1            | ,750       |
| Canberra Cavalry             | 1       | 0      | 1             | 2013        |            | 3             | 1            | ,750       |
| Lamigo Monkeys1              | 0       | 2      | 2             |             | 2006, 2012 | 4             | 3            | ,571       |
| Uni-President 7-Eleven Lions | 0       | 2      | 4             |             | 2008, 2013 | 6             | 8            | ,429       |
| Fukuoka SoftBank Hawks       | 0       | 1      | 1             |             | 2011       | 3             | 1            | ,750       |
| SK Wyverns                   | 0       | 1      | 2             |             | 2007       | 5             | 2            | ,714       |
| Tohoku Rakuten Golden Eagles | 0       | 0      | 1             |             |            | 2             | 1            | ,667       |
| Lotte Giants                 | 0       | 0      | 1             |             |            | 1             | 1            | ,500       |
| EDA Rhinos2                  | 0       | 0      | 2             |             |            | 1             | 4            | ,200       |
| China Stars                  | 0       | 0      | 4             |             |            | 0             | 11           | ,000       |
| Perth Heat                   | 0       | 0      | 2             |             |            | 0             | 5            | ,000       |
| Fortitudo Baseball Bologna   | 0       | 0      | 1             |             |            | 0             | 2            | ,000       |
| Tianjin Lions                | 0       | 0      | 1             |             |            | 0             | 3            | ,000       |

- 1 : Tham gia vào năm 2006 dưới tên cũ La New Bears
- 2 : Tham gia vào năm 2005 dưới tên cũ Sinon Bulls